# Calgary Wranglers
Calgary Wranglers je profesionální kanadský klub ledního hokeje z Calgary, hrající od sezony 2022/2023 v pacifické divizi západní konference American Hockey League. Je vlastněn organizací Calgary Sports and Entertainment a funguje jako farmářský klub Calgary Flames, s nimiž sdílí stadion Scotiabank Saddledome a barevnou paletu sestávající z červené, zlaté a bílé.
Předchozí farmě Stockton Heat v Kalifornii vypršel v roce 2020 nájem a během pandemie covidu-19 hrál klub dočasně v Calgary. Na sezonu  2021/2022 se vrátili do Stocktonu ale v květnu 2022 byl oznámen trvalý přesun farmy do Calgary. Jméno Wranglers odkazuje na juniorský klub, který v Calgary hrál mezi lety 1977–1987 WHL. Ve své první sezoně klub získal Macgregor Kilpatrick Trophy pro vítěze základní části, v play off Calderova poháru ale vypadl ve třetím kole.

## Umístění v jednotlivých sezonách
Legenda: Z – zápasy, V – výhry, P – porážky, PP – porážky v prodloužení či na samostatné nájezdy, VG – vstřelené góly, OG – obdržené góly, B – body
| USA / Kanada (2022– ) |                        |        |    |    |    |    |     |     |     |                 |               |
| Sezóna                | Liga                   | Úroveň | Z  | V  | P  | PP | VG  | OG  | B   | Pozice v divizi | Pozice v lize |
| 2022/23               | AHL (Pacifická Divize) | 2      | 72 | 51 | 17 | 4  | 256 | 174 | 106 | 1.              | 1.            |
| 2023/24               | AHL (Pacifická Divize) | 2      | 72 | 35 | 28 | 9  | 203 | 212 | 79  | 7.              | 19.           |
| 2024/25               | AHL (Pacifická Divize) | 72     | 37 | 28 | 7  | 81 | 230 | 239 | 81  | 5.              | 15.           |

### Play off AHL
| Rok  | Předkolo                       | Semifinále divize              | Finále divize                  | Finále konference | Finále Calder Cupu |
| ---- | ------------------------------ | ------------------------------ | ------------------------------ | ----------------- | ------------------ |
| 2023 | –                              | postup, 3–1, Abbotsford        | porážka, 2–3, Coachella Valley | –                 | –                  |
| 2024 | postup, 0–2, Tucson            | porážka, 3–1, Coachella Valley | –                              | –                 | –                  |
| 2025 | porážka, 2–0, Coachella Valley | –                              | –                              | –                 | –                  |